# Rauvolfia serpentina
Rauvolfia serpentina és un arbust perennifoli, de la família de les apocinàcies (apocynaceae) de fulles grans que poden fer entre 8 i 18 cm, verticil·lades, oblongo-agudes i flors disposades en cimes denses, axil·lars o terminals, de color blanc; corol·la amb tub rosat, que dona lloc en cinc lòbuls blancs. Es pot trobar a zones intertropicals asiàtiques sobretot a l'Índia, Pakistan, Birmània, Tailàndia, Malàisia i Indonèsia. El nom científic complet de la planta és Rauvolfia serpentina (L.) Benth. Els sinònims més utilitzats o altres noms que ha rebut R. serpentina per denominar la planta són: Ophioxylon serpentinum, Rauvolfia major (Hassk.) Nichols i Rauvolfia obversa (Miq.)Koord.
Tot i així, hi ha plantes similars a R. serpentina com són Rauvolfia tetraphylla que es troba a Mèxic i Rauvolfia vomitoria que es troba a Àfrica. L'arrel de R. serpentina rep altres noms com ara: boboró (castellà), chandraka (indi), chandrika (sànscrit), chota-chand (indi), harkal (indi) o indian snakeroot (anglès).
El nom de "serpentina" li ve donat per la seva utilització contra el verí de les serps a més de la seva semblança física de l'estructura de les seves rels amb el cos d'una serp. Leonhard Rauwolf és el descobridor a qui es deu el seu nom genèric. Serpentina és un epítet llatí que significa "serp".

## Ecologia
Sol habitar en zones tropicals, subtropicals i boscos humits. Per aquest motiu prolifera en zones temperades d'Àsia com per exemple Yunnan (Xina) i zones tropicals d'Àsia com Índia (on es troba majoritàriament), el Nepal, Sri Lanka, Cambodja, Laos, Myanmar, Tailàndia, Vietnam, Java (Indonèsia), Illes Petites de la Sonda, Malàisia i Pakistan.
Catalunya no és un lloc on es pugui trobar R. serpentina a causa de les condicions climàtiques requerides.

## Morfologia
Es tracta d'un petit arbust perenne de color verd, vertical i erecte de 25 a 45 cm d'alçada i més rarament de 0,5 – 0.9m, amb escorça blanca. Té forma de serp (d'aquí l'epítet específic serpentina) i segons la forma de la rel és de tipus axonomorfa.
Les arrels mesuren de 20 a 40 cm de llargària, són tortuoses o recorbades i poc ramificades. Són de color marró pàl·lid.
Les fulles són glabres de mida petita i de pecíol curt, generalment verticil·lades de tres en tres, el·líptiques, amb limbe oval-lanceolat (8-18 cm de llarg per 4-6 d'ample) i membranós, de color verd fosc per l'anvers foliar i més clar pel revers.
La tija és herbàcia i té una ramificació monopòdica, ja que la tija principal creix indefinidament per l'acció d'una única gemma apical que resta funcional any rere any.
La umbel·la, de 2 a 5 cm de diàmetre, és la que porta les flors.
Les flors són de color blanc o rosat, de corol·la abundant a la seva part mitjana i amb la base tomentosa. El periant està format per 5 pètals lliures punxonats que constitueixen la corol·la (dialipètala) i 5 sèpals soldats que constitueixen el calze (gamosèpal) i s'agrupen en densos cims axil·lars o terminals.
El fruit és una drupa ovoide que mesura de 5 a 6 mm de diàmetre, es troba agrupada per parells i soldada a la base. És de color negre violaci quan madura i conté usualment una sola llavor.

## Taxonomia
Rauvolfia serpentina va ser descrita per (L.) Benth. ex-Kurz i publicat a Forest Flora of British Burma 2: 171. 1877.
Sinonímia
- Ophioxylon album Gaertn.
- Ophioxylon obversum Miq.
- Ophioxylon salutiferum Salisb.
- Ophioxylon serpentinum L.
- Ophioxylon trifoliatum Gaertn.
- Rauvolfia obversa (Miq.) Baill.
- Rauvolfia serpentina var. obversa (Miq.) Bakh.f.
- Rauvolfia trifoliata (Gaertn.) Baill.[4]

## Farmacologia
La droga vegetal o part utilitzada de R. serpentina és l'arrel la qual conté més del 90% dels alcaloides totals. Rauvolfia serpentina es caracteritza per tenir una gran quantitat de principis actius, la majoria alcaloides indòlics de gust amarg, on el més important i utilitzat en medicina és la reserpina però també n'hi ha d'altres com rescinamina, reserpinina, serpentina, serpentinina, sarpagina, raubasina, yohimbina, ajmalina, ajmalinina, ajmalicina, isoajmalina, neoajmalina, rauvolfinina, rauhimbina, thebaina i papaverina.
La reserpina és un alcaloide derivat del triptòfan, més concretament un alcaloide indòlic del tipus indol-monoterpènic.
El percentatge de l'alcaloide reserpina que es pugui trobar en la planta depèn principalment del lloc geogràfic on estigui la planta i de la temporada de collita. Per exemple, s'ha vist que les mostres d'Assam tenen un percentatge major d'alcaloides que en altres parts de l'Índia i també que el mes de desembre és el més idoni per fer una recol·lecció de la planta amb el màxim nombre d'alcaloides.

## Usos medicinals
El producte d'ús medicinal prové d'exemplars silvestres o cultivats. Es treu la rel, que forma nombroses corbes, es talla en trossos de 5 a 20 cm de llarg i es pengen en un lloc ventilat perquè es dessequin. Aquests trossos són arrugats, de 0,7 a 1,7 cm de gruix, de color gris-groguenc per fora i gris clar a l'interior.
R. serpentina està indicada per a casos d'hipertensió arterial lleugera i essencial (hipertensió de valor límit) i especialment en casos d'elevació del tonus del sistema nerviós simpàtic, conjuntament amb situacions, per exemple, de taquicàrdia sinusal, ansietat i estats de tensió i irritació psicomotora, quan les mesures dietètiques no són suficients. Tot això fa que sigui un bon hipotensor.
A causa del pronunciat efecte simpaticolític (reducció de catecolamines) baixa la pressió sanguínia i actua com a sedant.

## Toxicitat
Té efectes secundaris com ara obstruccions nasals, pot provocar un estat d'ànim depressiu, cansament i trastorn de la potència. A més, tot i fer-ne l'ús prescrit, pot influir de tal manera en les reaccions que podria perjudicar la capacitat de participació activa en la circulació viària o en el manejament de màquines. Això es refereix en igual mesura pel que fa a la barreja amb alcohol.
Està contraindicat per a pacients amb depressió, úlceres, feocromocitoma, embaràs, lactància, arrítmies cardíaques, infart de miocardi, greus lesions cardíaques, bronquitis i asma.
Les dosis màximes tolerades per l'home ingerides oralment de forma puntual no han de ser superiors a 15 mg/kg de massa corporal i de forma diària no han de ser superiors a 2 mg/kg de massa corporal. Si es dona per via parenteral (via endovenosa) les dosis no són superiors a 2 mg/kg de massa corporal.

## Història
Amb aquesta planta, ens trobem dins del 0,5% de les plantes estudiades exhaustivament de les quals ha estat descobert recentment el seu ús farmacològic.
Tot i això, al principi no se li va fer gaire cas a les seves diverses utilitats: els seus descobridors no la van tenir en compte durant la seva primera recerca de plantes de la zona tot i que els habitants de la regió on es va trobar no la van donar per perduda perquè confiaven en les seves propietats.
Així ho van demostrar a través d'una llegenda que explica la història d'un home que al segle xviii va empassar-se les arrels de R. serpentina, i va curar-se de la seva bogeria.
El 1931, després d'una sèrie d'investigacions sobre aquesta espècie, es va publicar al diari "Indian Medical Record" que baixava dràsticament la pressió sanguínia, cosa que igualment va ser ignorat pels científics occidentals.
El 1949 Emil Schlittler, químic de la CIBA, juntament amb Hans Schwarz van extraure de les arrels de la R. serpentina, un alcaloide de nitrogen que era un compost orgànic actiu. Aquest descobriment va rebre el nom de reserpina. Amb això, van demostrar que 0,1 mg d'aquesta planta per cada kg de massa corporal, ja aconseguia activar les seves propietats i baixar la pressió sanguínia. (la podien fer baixar de 300/150 a 160/100). 
El descobriment d'aquesta arrel i del seu alcaloide principal, la reserpina, va constituir l'inici de tota una era per a la neuropsicofarmacologia als anys cinquanta.
A partir d'això, l'empresa farmacèutica CIBA, va començar a introduir la reserpina a la medicina amb el nom de serpasil. Aquest alcaloide té un efecte directe a l'hipotàlem del cervell i es va convertir en una de les majors drogues per a tractar una de les malalties més greus del món oest: la hipertensió arterial. Més recentment ha estat prescrita amb altres drogues hipertensives com la hidralicina hidroclorida. Més tard, va tenir altres utilitats quan s'administrava juntament amb altres fàrmacs: amb Aristolochia es va mencionar per a tractar el còlera, amb Holorrhena antidysenterica i Jatropha curcus s'utilitzava en còlics i amb Andrographis paniculata es donava per a la febre (a partir d'aquí la van mencionar com a estomàtic per a curar la febre).
Quan encara no estaven del tot clares les propietats d'aquest nou descobriment a la indústria farmacèutica, es va començar a administrar en dones a l'hora del part, ja que es creia que promovia la contracció uterina i ajudava en l'expulsió del fetus. Més tard, es van anant descobrint noves propietats de R. serpentina, com ara la seva utilització per al tractament de la disenteria i altres afeccions doloroses de canal intestinal.
A més, els hindús l'han utilitzada durant segles com a febrífug i com a antídot per a les picadures de rèptils com serps verinoses.
Un dels mites més antics que hi ha sobre aquesta planta és que s'ha dit que Mohandas Gandhi era consumidor habitual d'un té fet amb R. serpentina, el tranquil·litzant tradicional de l'Índia d'on des de fa bastants anys fins a l'actualitat, és una de les plantes de la qual s'utilitza la seva droga com a planta medicinal.
Després de tots aquests descobriments, finalment es va acabar de descobrir la seva farmacologia que encara s'utilitza avui dia i es va estendre per la resta del món a nivell comercial. Els metges van començar a obtenir i subministrar les seves arrels que obtenien de les collites de la mercaderia que realitzaven amb regularitat als boscos. També però, les seves arrels van començar a ser venudes per curanderos en fires de poble i basars a les voranes de les carreteres.

## Cultiu artificial i legislatura
El cultiu d'aquesta espècie queda limitat a petits jardins de plantes medicinals: el Follet forestal N° 142 de l'Institut d'Investigacions Forestals de Dehra Dun, descriu la manera per cultivar artificialment R. serpentina amb un contingut en alcaloides similar al de les plantes que creixen naturalment a l'Índia.
La seva demanda es va estendre a tots els indrets de la Terra de manera tan ràpidament que les reserves salvatges del planeta es van veure explotades i amenaçades per la sobreexplotació i a conseqüència de les gran exportacions produïdes, el govern de l'Índia va rebre nombrosos embargaments.
Després d'aquests problemes de sobreexplotació, es va començar a augmentar el seu cultiu a gran escala.
Per plantar 0,4047 Ha.(1 acre) es precisen 2,3 kg de llavors amb una facultat germinativa de 30% a 35%, quantitat que exigeix per plantar-se 0,02 Ha. (1/20 d'acre) de viver.
El seu hàbitat és originari de l'Índia, Sri Lanka i Indonèsia. Es cultiva intensament a Àsia, Àfrica i Amèrica central per a satisfer les comandes del mercat.
El millor moment per la llaurada és a mitjans del mes de maig. Cal regar-se immediatament després de llaurar i posteriorment en la forma i moment en què faci falta.
La germinació és gradual i el creixement de les plantes és lent.
Els sòls profunds de marge arenós o els de marge argilós semblen ser els més adequats per a aconseguir un bon desenvolupament de les rels.
La collita de les parts soterrades es fa a l'octubre-novembre després d'un període càlid i séc. La Farmacopea Índia prescriu la seva collita cada 3-4 anys. En el seu cultiu s'obtenen rendiments interessants en arrels de plantes de 2 anys. S'arrenquen i se separen les tiges, s'aixequen les radicel·les, alguns cops es netegen i s'assequen a l'aire, per a tenir-les en aigua al 10-12% i així tenir una bona conservació. Això sempre cal fer-ho protegint-la de la llum.
R. serpentina, és una planta que cal protegir-la d'alguns paràsits com ara alguns nematodes, heterodoxa, xampinyons, Fusarium, alternària, etc.